# Dirk Lehmann
Dirk Lehmann (sinh ngày 16 tháng 8 năm 1971) là một cầu thủ bóng đá người Đức.

## Sự nghiệp câu lạc bộ
Dirk Lehmann đã từng chơi cho Yokohama FC.

## Thống kê câu lạc bộ

### J.League
| Đội         | Năm       | J.League | J.League | J.League Cup | J.League Cup | Tổng cộng | Tổng cộng |
| Đội         | Năm       | Trận     | Bàn      | Trận         | Bàn          | Trận      | Bàn       |
| ----------- | --------- | -------- | -------- | ------------ | ------------ | --------- | --------- |
| Yokohama FC | 2003      | 12       | 1        | -            | -            | 12        | 1         |
| Tổng cộng   | Tổng cộng | 12       | 1        | 0            | 0            | 12        | 1         |